# Sala Principal (budismo japonés)

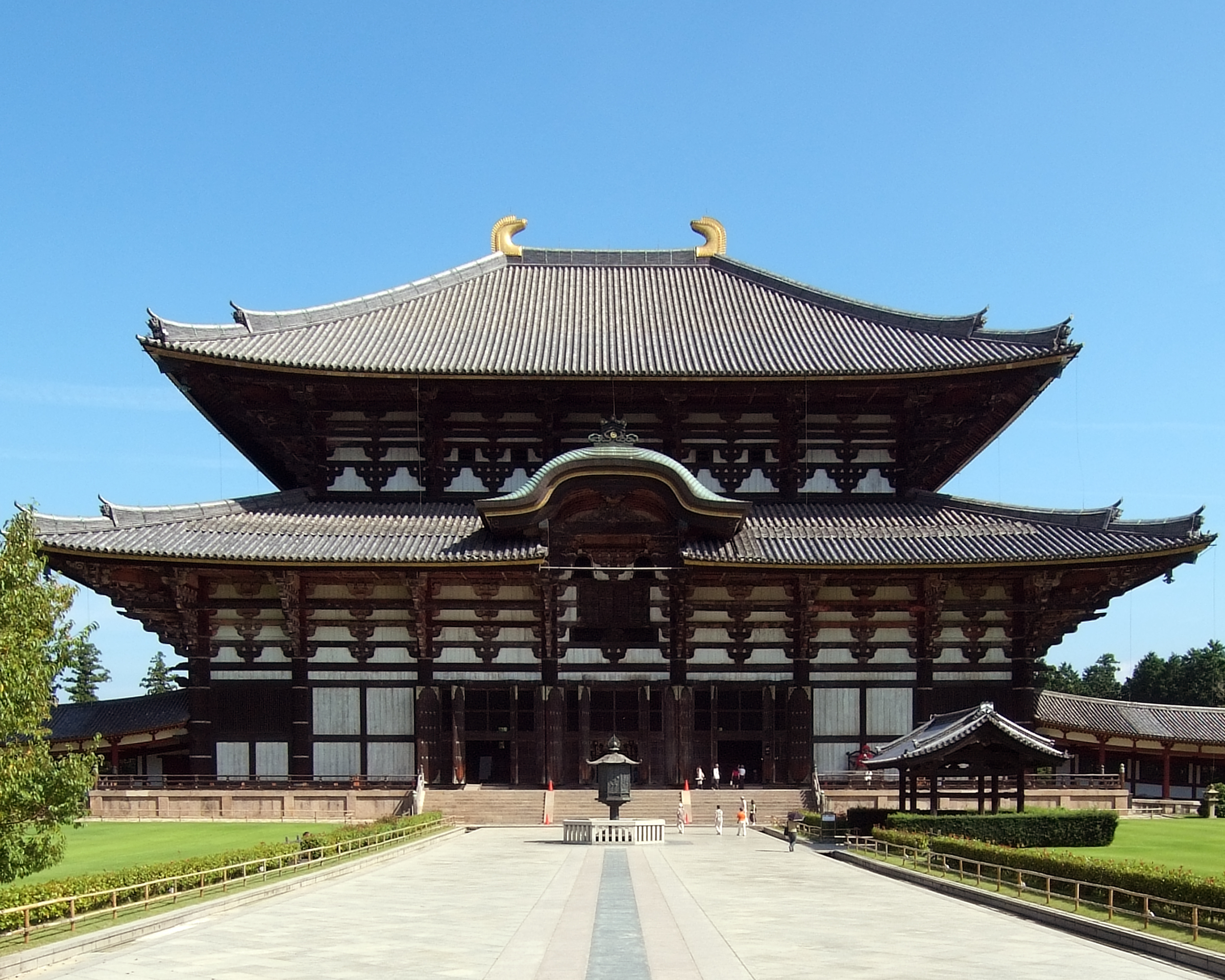
último "Daibutsuden" de Tōdai-ji reconstruido en 1709 es un Kondō de 9 x 7 bahías (Tesoro Nacional de Japón)

Sala principal es el término utilizado para la construcción dentro de un templo budista japonés (garan) que consagra el principal objeto de veneración. Debido a las diversas denominaciones utilizan deliberadamente diferentes términos, este término traduce varias palabras japonesas, entre ellos Butsuden, Butsu-dō, kondō, konpon-chūdō, y hondō. hondō es su equivalente japonés exacto, mientras que los otros son palabras más especializados utilizadas por las sectas particulares o edificios que tienen una estructura particular.

## Kondō (Períodos Asuka y Nara)
El término kondō (金堂 Literalmente. Salón Dorado?), comenzó a utilizarse durante los periodos Asuka y Nara. Un kondō es la pieza central del garan de un antiguo templo budista en Japón. El origen del nombre es incierto, pero se puede derivar de la preciosidad percibida en su contenido, o del hecho de que el interior estaba llena de oro. Este es el nombre utilizado por los templos más antiguos del país.
Un kondō, por ejemplo, Hōryū-ji es un verdadero edificio de dos pisos con un núcleo central de 3 x 2 bahías (moya), rodeado por un amplio pasillo de una bahía (hisashi (廂?) lo que la hace de 5 x 4 bahías, rodeada por un mokoshi de una bahía de ancho, para un total de 9 x 7 bahías. el segundo piso tiene las mismas dimensiones que el núcleo del templo en la primera historia, 3 x 2 bahías, pero no tiene mokoshi.
Algunos templos, por ejemplo Asuka-dera o Hōryū-ji, pueden tener más de un kondō, pero normalmente solo existe uno y es el primer edificio que se construirá. Debido a su reducido tamaño, a los fieles no se les permiten entrar en el edificio y tienen que quedarse fuera. El kondō y una pagoda están generalmente rodeados de un corredor llamado kairō.
El uso del kondō declinó después del siglo X, cuando fue sustituido por un hondō dividido en naijin (内陣?) (Santuario interior reservada a la deidad) y gejin (外陣?) (Espacio para los fieles, como la nave de una iglesia). el término se mantuvo en uso por cierto tiempo, incluso hasta el período Edo, pero su frecuencia disminuyó drásticamente después de la aparición del término hon-dō en el período Heian.

## Hondō (Período Heian)

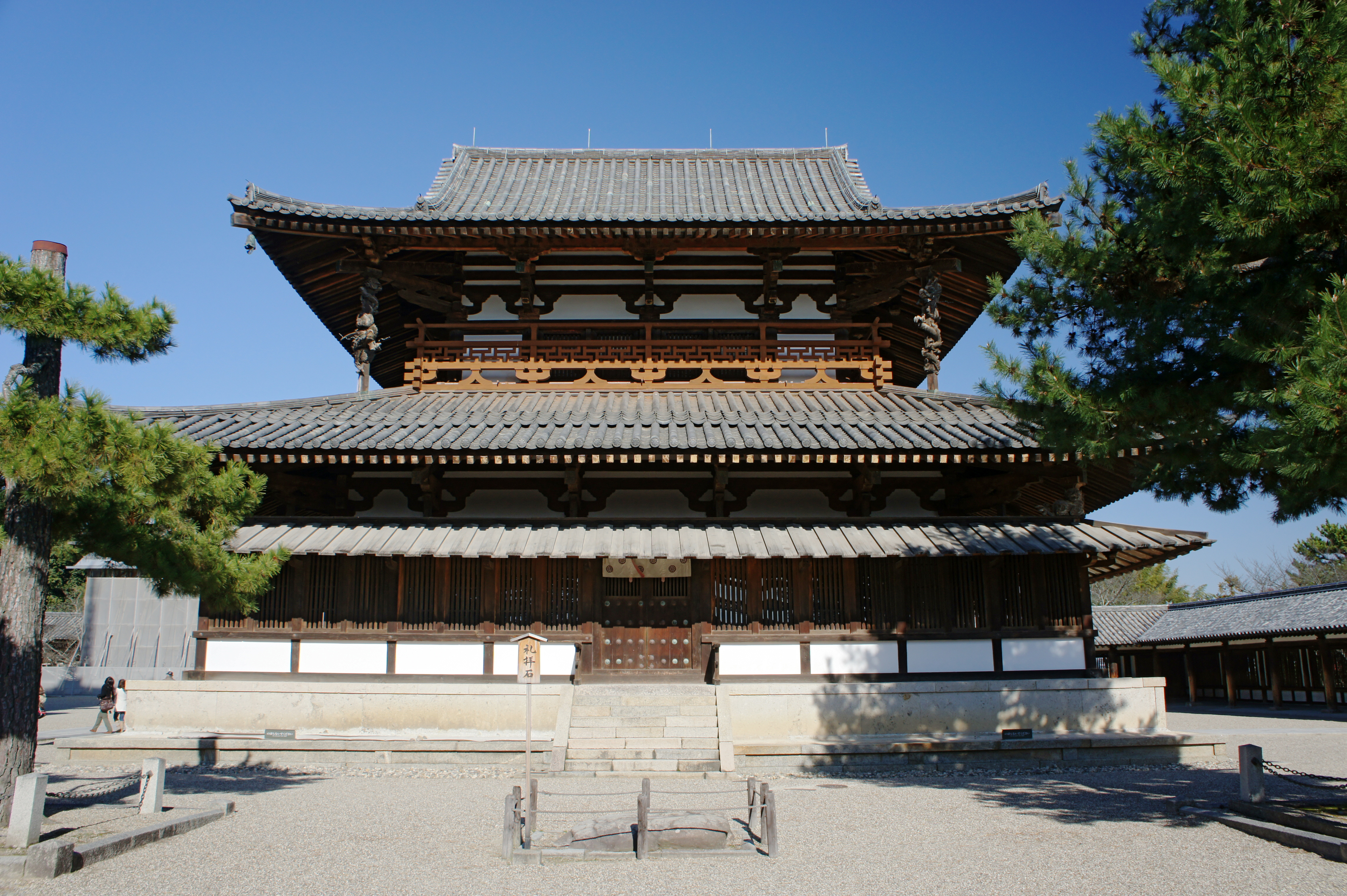
Hōryū-ji

El término hondō (本堂?), Literalmente significa "sala principal" y consagra los objetos más importantes de la veneración. [2] Se cree que el término ha evolucionado durante el siglo noveno para evitar el antiguo término kondō, en el momento utilizado por seis sectas Nara llamado Nanto Rokushū (南都六宗 Seis sectas Nara?). Se hizo común después de la introducción de las dos sectas Mikkyo (Tendai y Shingon) a Japón.
Varios nuevos tipos de edificios del templo, incluyendo el hondō, fueron construidos durante el período Heian, en respuesta a las exigencias de las nuevas doctrinas. Diferentes edificios fueron llamados hondō dependiendo de la secta, por ejemplo: el kondō (Shingon), el chudō (Tendai), mieidō (Jōdo), la Amida-do (Shinshu). Una evolución notable del hondō durante este período es la inclusión de un espacio para los amantes del interior del propio hondō, llamado gejin.
Otros nombres como Konpon-chūdō (根本中堂?), Literalmente "sala central cardinal" se utiliza también, por ejemplo, para la sala principal en el Monte Hiei en Enryaku-ji. El templo funerario Tokugawa de Kan'ei-ji, que había sido construido expresamente para imitar a Enryaku-ji, también tenía una, a pesar de que no ha sobrevivido. Yama-dera en Yamagata es otro ejemplo de un templo que utiliza este nombre.

## Butsuden(Período Kamakura)

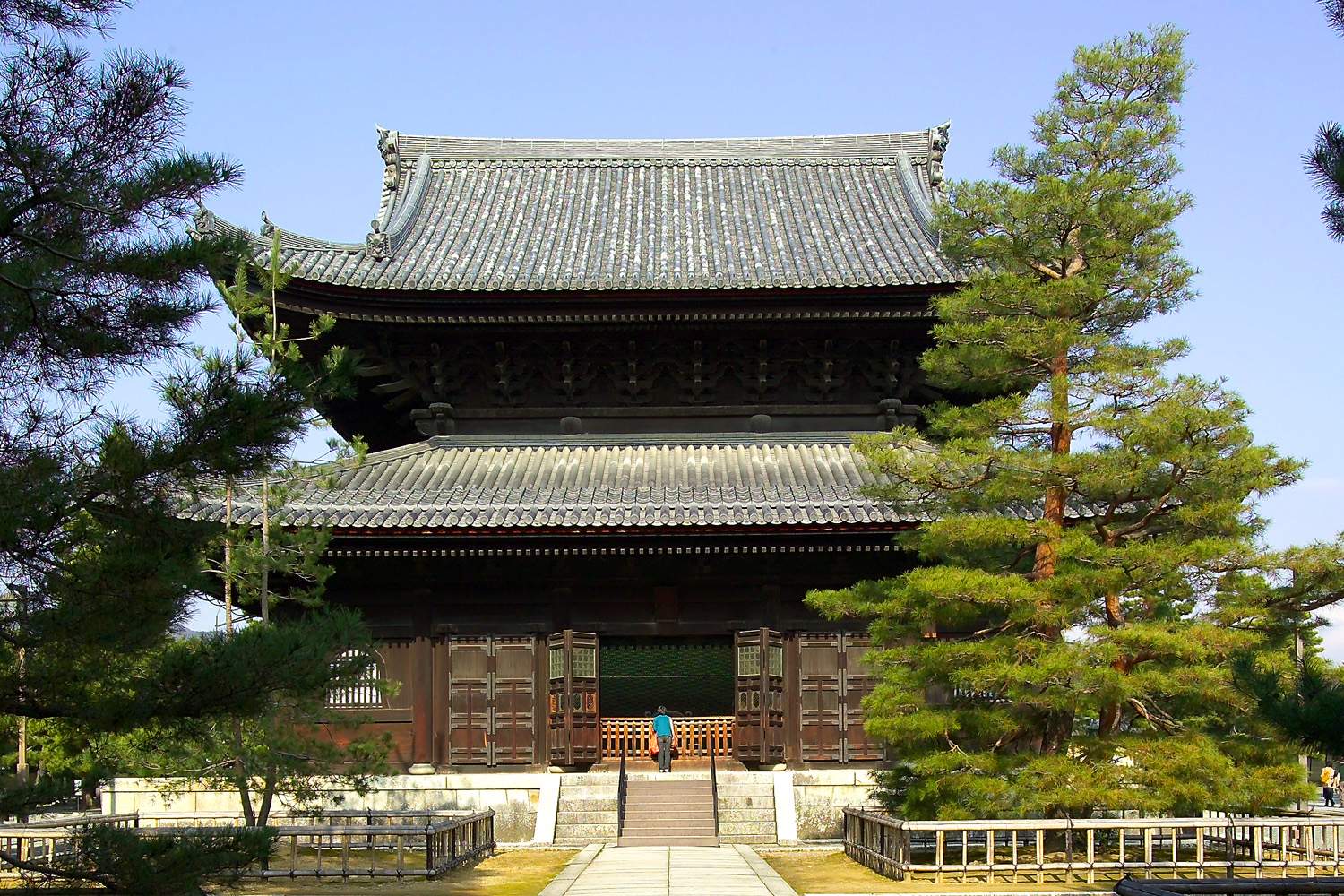
Este butsuden Zen de un piso en Myōshin-ji parece que tuviera dos pisos debido a su mokoshi.

El Butsuden o Butsu-dō (仏殿・仏堂?), Literalmente "Sala de Buda", es la sala principal del templo Zen de escuelas como la Sōtō 曹洞 y Rinzai 臨済. Este estilo arquitectónico llegó junto al Zen durante el período Kamakura. Existen los siguientes tipos de Butsuden o Butsu-do:
- El más simple es un edificio cuadrado 3 x 3 bahías[nota 3] sin mokoshi (裳階?).[7]

- El segundo tipo es también de 3 x 3 bahías, pero tiene un mokoshi de una bahía alrededor el núcleo del templo, lo que hace que se vea como una de dos pisos, la construcción queda de 5 x 5 bahías como en el caso del Butsuden.[7]

- También se sabe que durante los siglos 13 y 14, los grandes butsuden que miden 5 x 5 bahías teniendo un mokoshi fueron construidos, pero ninguno sobrevive. Sin embargo, todavía existen butsuden de 3 x 3 bahías con un mokoshi, por ejemplo, en Myoshin-ji.[7]

## Período Edo
En el caso de la escuela Zen Ōbaku que llegó tarde a Japón, la arquitectura conserva el estilo Ming de China. El hondō de templos Ōbaku Zen se suele llamar daiyū-hōden (大雄宝殿?), literalmente, 'el Salón del tesoro del Mahāvīra (Gran Héroe)'. Un ejemplo se puede encontrar en Mampuku-ji.